# Крочефієскі
Крочефієскі (італ. Crocefieschi, ліг. A Croxe) — муніципалітет в Італії, у регіоні Лігурія,  метрополійне місто Генуя.
Крочефієскі розташоване на відстані близько 410 км на північний захід від Рима, 21 км на північ від Генуї.
Населення — 546 осіб (2014).

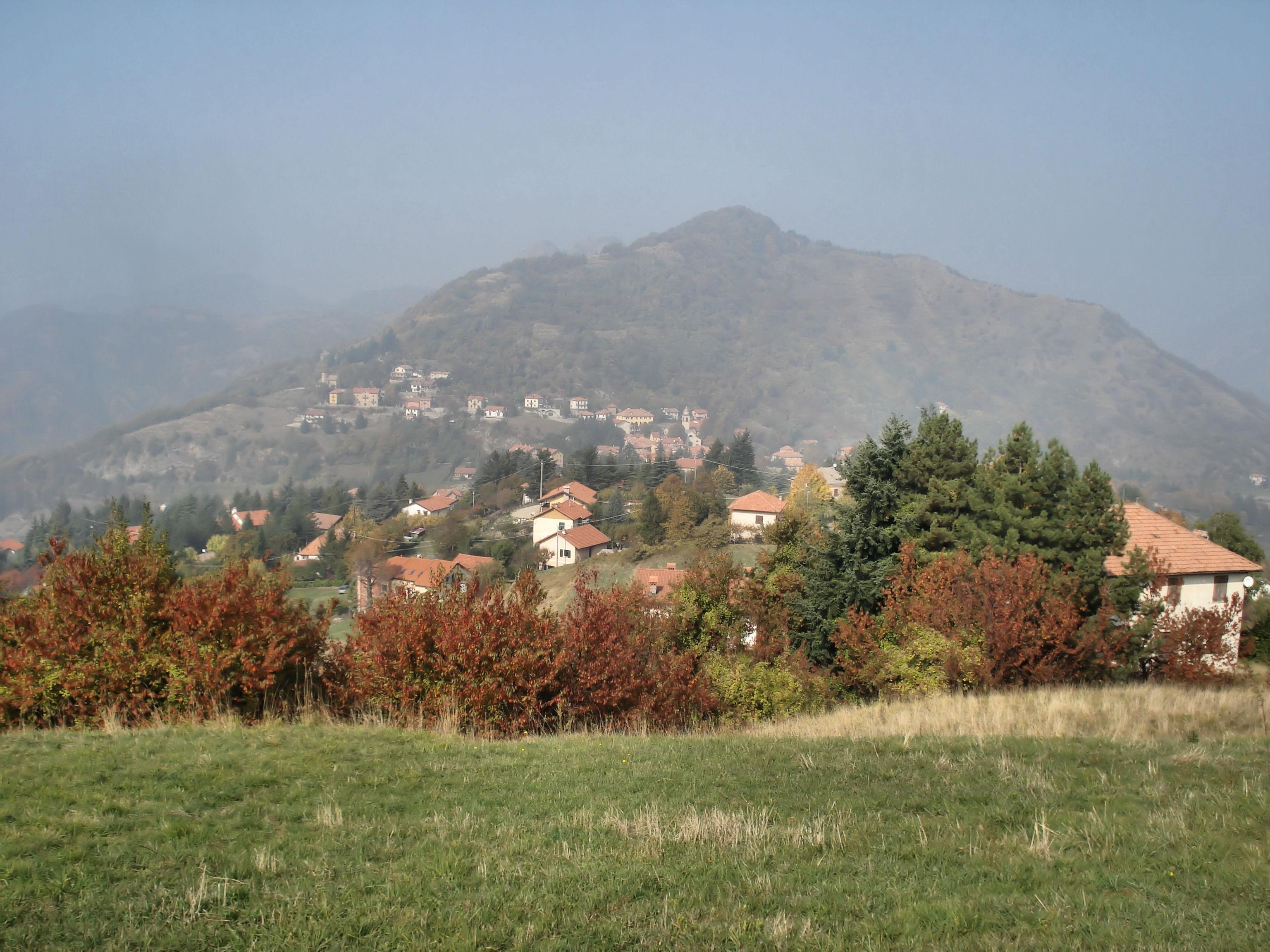

Щорічний фестиваль відбувається 8 грудня. Покровитель — Immacolata Concezione.

## Демографія
Населення за роками:

Станом на 1 січня 2023 року в муніципалітеті офіційно проживав 21 іноземець з 8 країн, серед них 10 громадян країн Євросоюзу та 4 громадяни України.

## Уродженці
- Роберто Пруццо (* 1955) — відомий у минулому італійський футболіст, згодом — футбольний тренер.

## Сусідні муніципалітети
- Бузалла
- Савіньоне
- Вальбревенна
- Воббія